# 利夫雷
利夫雷（法語：Liffré，發音：[lifʁe]；加洛语：Lifrë），法国西北部城市，布列塔尼大区伊勒-维莱讷省的一个市镇，隶属于雷恩区，其市镇面积为66.86平方公里，2022年1月1日时人口数量为8,987人，在法国市镇中排名第1,298位。
利夫雷位于伊勒-维莱讷省中东部，是一个区域性的中心城市，A84高速公路和多条省道在此交汇。

## 地名来源
“Liffré”一名可能出自日耳曼人名“Liutfred”。
利夫雷所处的上布列塔尼地区历史上曾通行加洛语，此外当地于2022年3月起加入布列塔尼语言保护组织。根据当地入城路牌上的信息，“Liffré”对应的加洛语和布列塔尼语的拼写分别为“Lifrë”和“Liverieg”。

## 历史

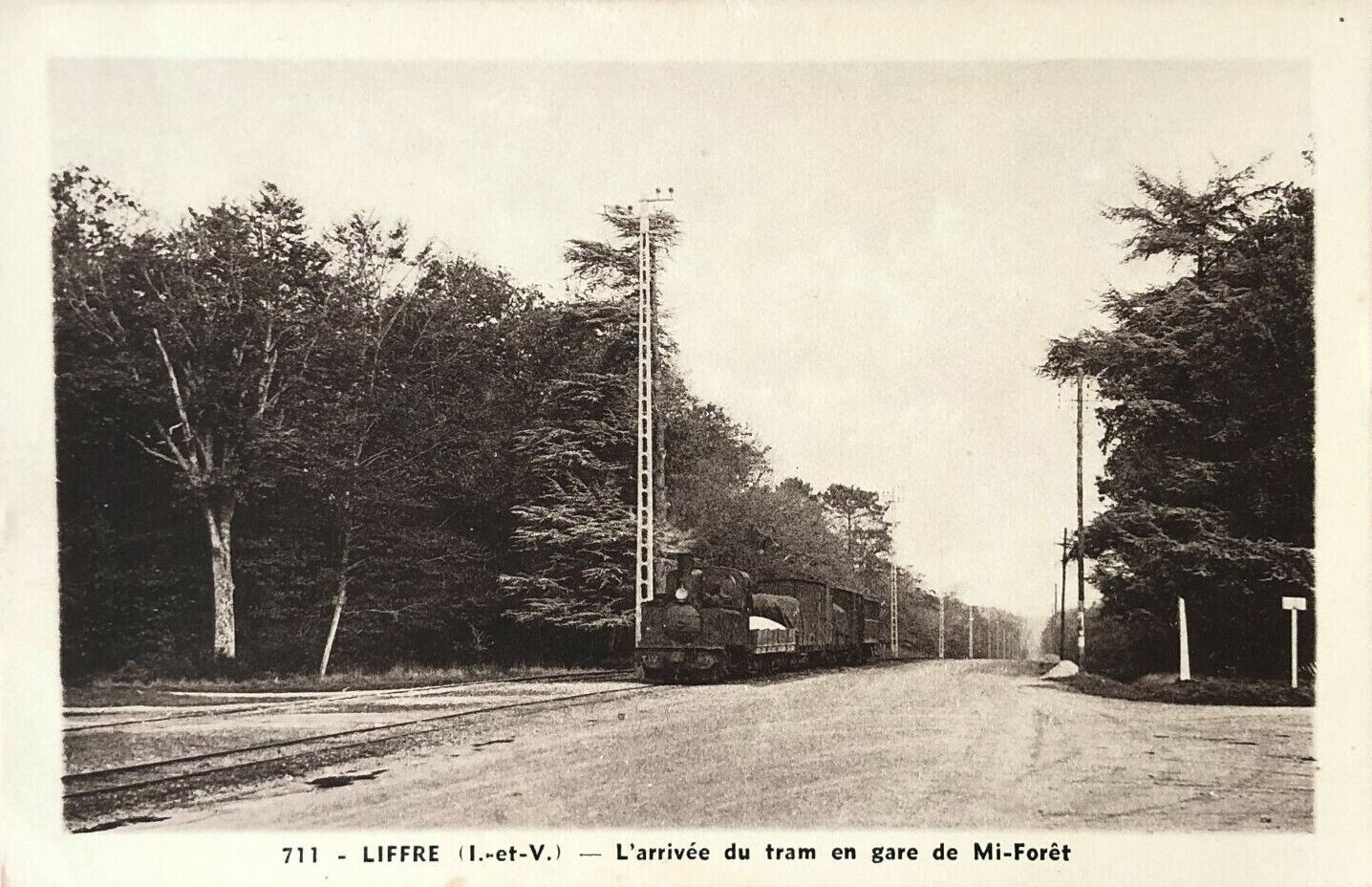
20世纪初途径利夫雷的地方铁路

利夫雷堂区创建于公元13世纪，在此之前，其附近为一处面积广阔且未得到开发的森林。布列塔尼战争期间，利夫雷被法兰西王国军队占领，后者以此地作为进攻雷恩的一个据点。公元16世纪时，塞里涅（Sérigné）堂区并入利夫雷。法国大革命后，利夫雷成为伊勒-维莱讷省的一个市镇。1794年6月5日，舒昂党和旺代军队联军在利夫雷与共和国军队发生利夫雷战役，最终未能成功。1891年，利夫雷镇中心的圣米歇尔教堂建成。20世纪初，利夫雷曾为当地地方铁路的一个枢纽。自20世纪70年代起，随着高速公路的建成及雷恩的城市扩张，利夫雷逐渐发展成为雷恩的一个远郊卫星城，当地人口数量快速增加。1983年，利夫雷卡农工厂（Usine Canon）建成，后者成为当地主要的工业部门。

## 地理

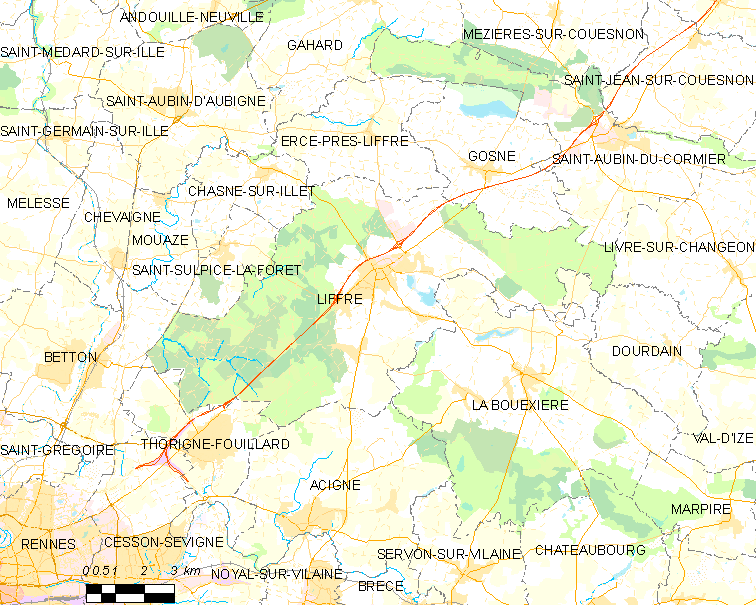
利夫雷市镇范围地图

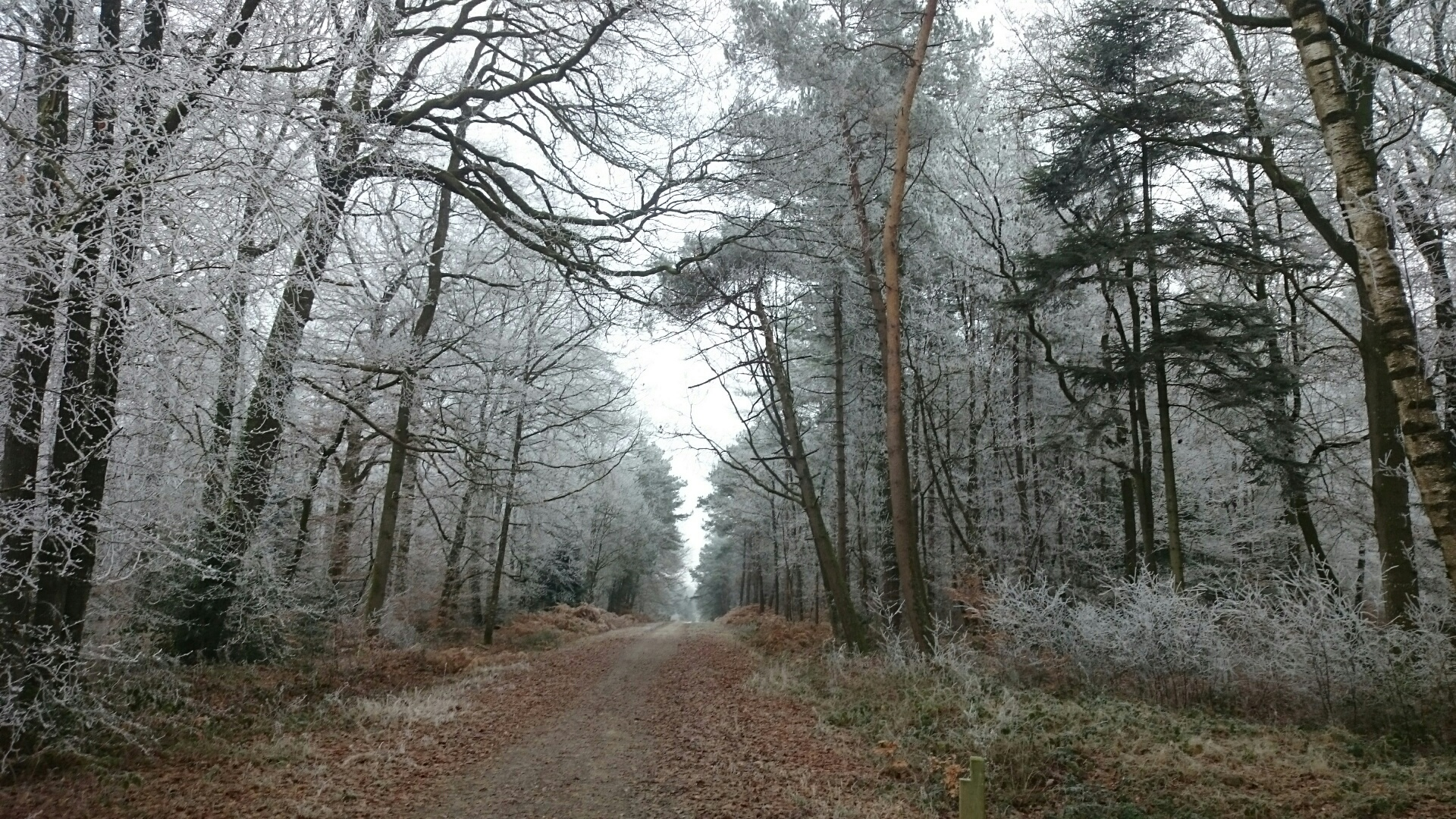
冬季的利夫雷市政森林

利夫雷位于法国西北部，布列塔尼大区东部和伊勒-维莱讷省中东部，距离省会雷恩大约22公里。与利夫雷接壤的市镇包括：圣叙尔皮斯拉福雷、伊莱河畔沙内、利夫雷附近埃尔塞、戈内、圣欧班迪科尔米耶、贝通、托里涅-富亚尔、尚容河畔利夫雷、杜尔丹、阿西涅和拉布埃克西耶尔。

### 地形
利夫雷位于阿摩里卡丘陵东北侧，雷恩地区腹地，境内以平原为主，市镇中心地势较为平坦，全境海拔在40到113米之间。

### 水文
利夫雷位于维莱讷河流域范围内，市区东南和西北两侧分属于两个不同的水系，其中东南侧的塞里涅溪（Ruisseau de Sérigné）自镇中心向东南方向流去汇入沃夫尔河，该溪在利夫雷境内建有两处人工水坝，由此形成利夫雷湖（Étang de Livré）和塞里涅湖（Étang de Sérigné）；西北侧则有贝朗通沼泽溪（Ruisseau de la Mare de Bellanton）和比雷特溪（Ruisseau de Burette），两者平行向西北侧注入伊莱河。

### 植被
利夫雷属于温带阔叶混交林区，市区东北侧和西南侧分别为利夫雷市政森林和雷恩森林，市区内的主要绿地公园包括莱桑特尔公园（Parc des Senteurs）、绿道花园（Coulée Verte）等，均常年免费向公众开放。
在鲜花城市的评比中，利夫雷被评为1星级鲜花城市。

### 气候
利夫雷在柯本气候分类法中属于温带海洋性气候（Cfb）。
距离利夫雷最近的常年气象站为雷恩气象站，以下为该气象站的数据：
| 雷恩 1981年－2022年 | 雷恩 1981年－2022年 | 雷恩 1981年－2022年 | 雷恩 1981年－2022年 | 雷恩 1981年－2022年 | 雷恩 1981年－2022年 | 雷恩 1981年－2022年 | 雷恩 1981年－2022年 | 雷恩 1981年－2022年 | 雷恩 1981年－2022年 | 雷恩 1981年－2022年 | 雷恩 1981年－2022年 | 雷恩 1981年－2022年 | 雷恩 1981年－2022年 |
| 月份                | 1月                 | 2月                 | 3月                 | 4月                 | 5月                 | 6月                 | 7月                 | 8月                 | 9月                 | 10月                | 11月                | 12月                | 全年                |
| ------------------- | ------------------- | ------------------- | ------------------- | ------------------- | ------------------- | ------------------- | ------------------- | ------------------- | ------------------- | ------------------- | ------------------- | ------------------- | ------------------- |
| 历史最高温 °C（°F） | 16.8 (62.2)         | 20.9 (69.6)         | 23.4 (74.1)         | 28.7 (83.7)         | 30.8 (87.4)         | 36.3 (97.3)         | 40.1 (104.2)        | 39.5 (103.1)        | 34.8 (94.6)         | 30 (86)             | 21.4 (70.5)         | 18 (64)             | 40.1 (104.2)        |
| 平均高温 °C（°F）   | 8.7 (47.7)          | 9.6 (49.3)          | 12.7 (54.9)         | 15.2 (59.4)         | 18.9 (66.0)         | 22.2 (72.0)         | 24.5 (76.1)         | 24.3 (75.7)         | 21.6 (70.9)         | 17 (63)             | 12.1 (53.8)         | 9.1 (48.4)          | 16.3 (61.4)         |
| 日均气温 °C（°F）   | 5.8 (42.4)          | 6.1 (43.0)          | 8.6 (47.5)          | 10.5 (50.9)         | 14.1 (57.4)         | 17.1 (62.8)         | 19.1 (66.4)         | 19 (66)             | 16.5 (61.7)         | 13.1 (55.6)         | 8.8 (47.8)          | 6.2 (43.2)          | 12.1 (53.7)         |
| 平均低温 °C（°F）   | 3 (37)              | 2.6 (36.7)          | 4.5 (40.1)          | 5.9 (42.6)          | 9.3 (48.7)          | 11.9 (53.4)         | 13.8 (56.8)         | 13.7 (56.7)         | 11.4 (52.5)         | 9.1 (48.4)          | 5.5 (41.9)          | 3.3 (37.9)          | 7.8 (46.1)          |
| 历史最低温 °C（°F） | −16.9 (1.6)         | −19 (−2)            | −7.3 (18.9)         | −3.2 (26.2)         | −1.2 (29.8)         | 0.8 (33.4)          | 5.5 (41.9)          | 1.6 (34.9)          | 1.9 (35.4)          | −4.6 (23.7)         | −7.5 (18.5)         | −12.6 (9.3)         | −19 (−2)            |
| 平均降水量 mm（）   | 67.6 (2.66)         | 49.1 (1.93)         | 51.6 (2.03)         | 50.9 (2.00)         | 67.2 (2.65)         | 46.7 (1.84)         | 49.1 (1.93)         | 37.8 (1.49)         | 59 (2.3)            | 74.8 (2.94)         | 67.5 (2.66)         | 72.7 (2.86)         | 694 (27.29)         |
| 月均日照時數        | 69.1                | 87.2                | 128.4               | 162.7               | 191.2               | 217.3               | 210.7               | 205.5               | 177.8               | 117.5               | 81.3                | 68.6                | 1,717.3             |
| 来源：infoclimat.fr |                     |                     |                     |                     |                     |                     |                     |                     |                     |                     |                     |                     |                     |

## 行政区划
利夫雷的市镇编号为35152，邮政编号为35340。
在行政管理方面，利夫雷隶属于法国布列塔尼大区伊勒-维莱讷省雷恩区；在地方选举方面，利夫雷是利夫雷县的中央投票站所在地，其市镇范围全境被划入伊勒-维莱讷省第二选区；在社会管理方面，利夫雷是利夫雷-科尔米耶市镇公共社区的办公驻地。
截至2023年7月，利夫雷市镇范围内暂无城市敏感街区及城市政策优先街区。
法国国家统计与经济研究所（简称）在进行数据统计时，将利夫雷单独设为利夫雷城市核心区（Unité urbaine de Liffré），并将包括核心区在内的周边共182个市镇划为雷恩城市区。自2020年起，雷恩城市区被包含183个市镇的雷恩城市辐射区代替。此外，还将利夫雷市镇分为了三个“块区”（IRIS），以便于统计人口分布情况。

## 交通

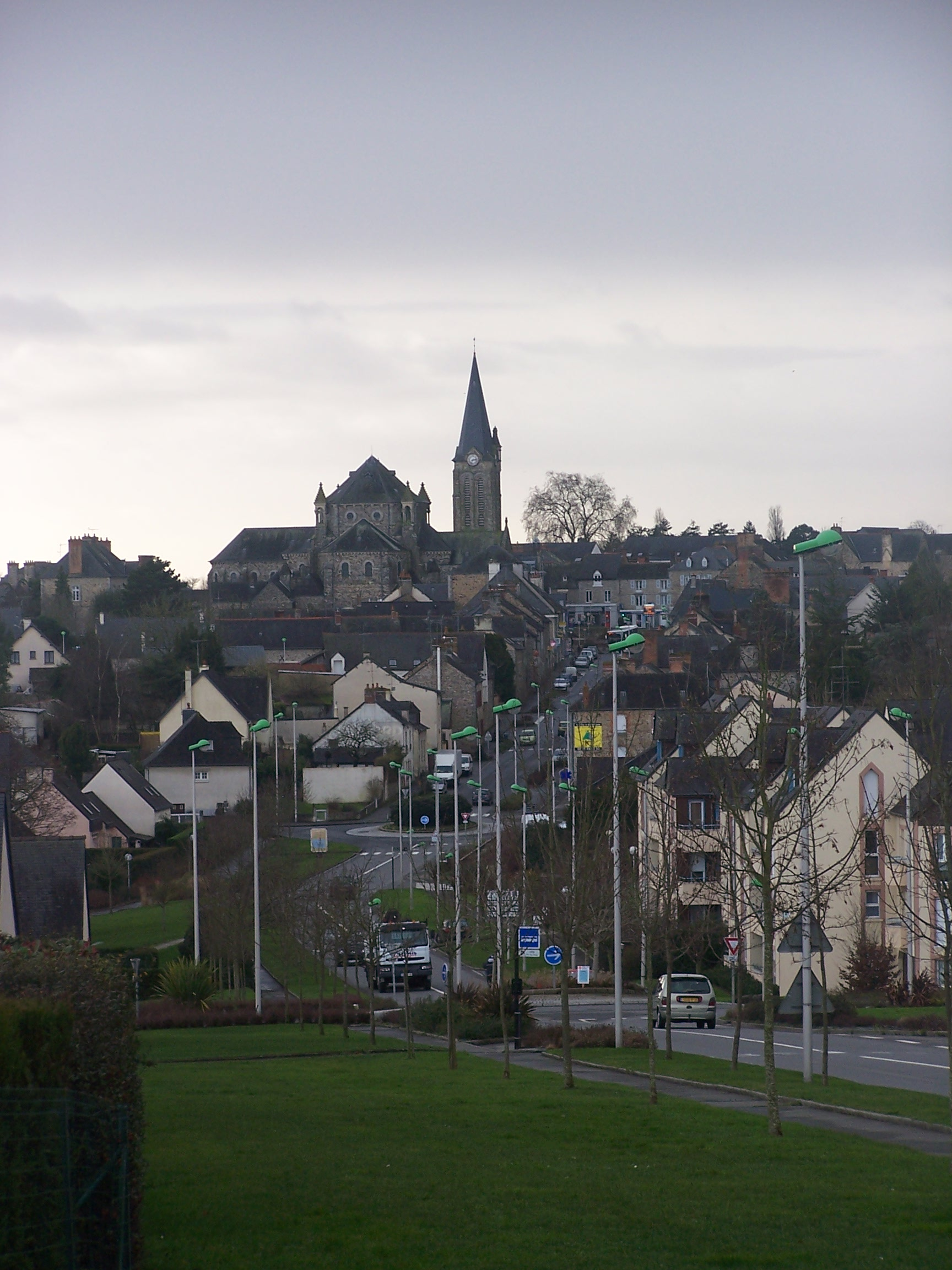
远眺纵贯利夫雷的富热尔大街

### 公路
A84高速公路经过利夫雷，通过26和27两个出入口连接市区，此外还有多条伊勒-维莱讷省省道在利夫雷境内交汇。布列塔尼大区下属的城际客运提供9a和9b两条城际巴士线路，可前往雷恩、富热尔、杜尔丹等地。
| 27 | 1.3 |

| 26 | 2 |

| 雷恩 | 23 |

| 贝通 | 15 |

| 富热尔 | 23 |

| 阿夫朗什 | 63 |

| 阿西涅 | 11 |

| 维特雷 | 27 |

2019年，86.2%的利夫雷家庭拥有至少一辆私人汽车。2019年，利夫雷境内共发生各类交通事故1起，造成1人重伤。

### 铁路
利夫雷距离谢韦涅站和努瓦亚勒-阿西涅站的公路里程分别为11和12公里。

### 航空
距离利夫雷最近的民用航空站为公里外的雷恩机场。

### 城市公共交通
截至2023年7月，利夫雷暂无常规城市公共交通，当地市镇公共社区提供名为“La Coccinelle”的定制公交服务。

## 政治

### 市政内阁

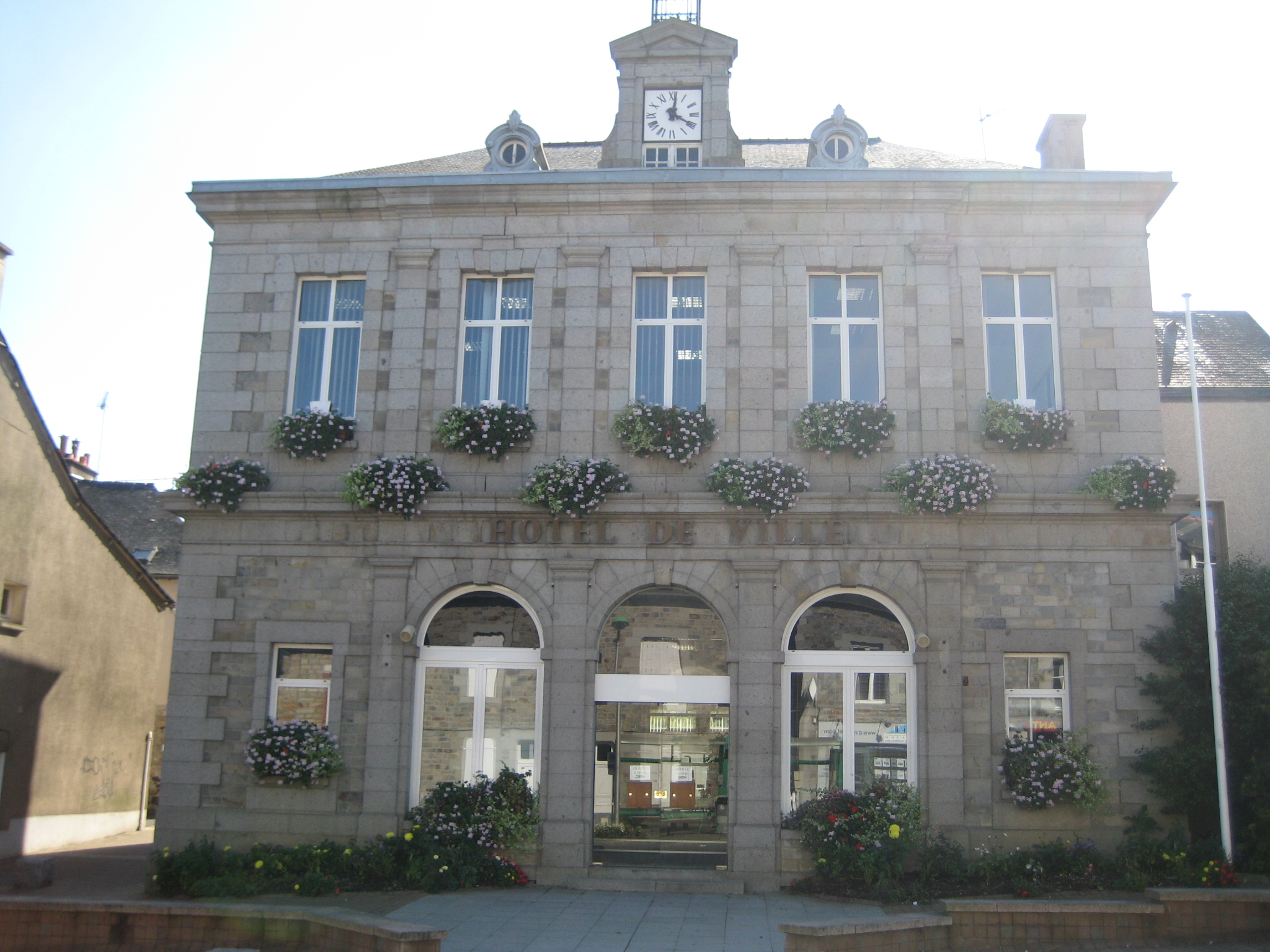
利夫雷市政厅

利夫雷的现任市长为纪尧姆·贝盖先生（Guillaume BÉGUÉ），他是一名左翼无党派人士，在2020年的市政选举中获得了72.81%的支持率。
| 利夫雷历届市长         | 利夫雷历届市长                          | 利夫雷历届市长                              |
| 任期                   | 市长                                    | 党派                                        |
| ---------------------- | --------------------------------------- | ------------------------------------------- |
| （1947年以前资料暂缺） |                                         |                                             |
| 1947年－1965年         | Jean VINCENT 让·樊尚                    | UNR新共和国联盟 →CNIP全国独立人士与农民中心 |
| 1965年－1971年         | Jean TOUFFET 让·图费                    | DVD右翼无党派人士                           |
| 1971年－1983年         | Louis LORANT 路易·洛朗                  | DVD右翼无党派人士                           |
| 1983年－2008年         | Clément THÉAUDIN 克莱蒙·泰奥丹          | PS社会党                                    |
| 2008年－2017年         | Loïg CHESNAIS-GIRARD 洛伊格·谢奈-吉拉尔 | PS社会党                                    |
| 2017年－               | Guillaume BÉGUÉ 纪尧姆·贝盖             | PS社会党 →DVG左翼无党派人士                 |

### 各级选举
| 利夫雷历届投票选举结果 | 利夫雷历届投票选举结果 | 利夫雷历届投票选举结果 | 利夫雷历届投票选举结果 | 利夫雷历届投票选举结果               | 利夫雷历届投票选举结果 | 利夫雷历届投票选举结果 | 利夫雷历届投票选举结果               | 利夫雷历届投票选举结果 | 利夫雷历届投票选举结果 |
| 选举项目               | 选举范围               | 选区单位               | 选区单位内的选举结果   | 选区单位内的选举结果                 | 选区单位内的选举结果   | 选区单位内的选举结果   | 选区单位内的选举结果                 | 选区单位内的选举结果   | 参考资料               |
| 选举项目               | 选举范围               | 选区单位               | 第一轮胜出者           | 第一轮胜出者                         | 支持率                 | 第二轮胜出者           | 第二轮胜出者                         | 支持率                 | 参考资料               |
| ---------------------- | ---------------------- | ---------------------- | ---------------------- | ------------------------------------ | ---------------------- | ---------------------- | ------------------------------------ | ---------------------- | ---------------------- |
| 2017年法國總統選舉     | 法國                   | 市镇                   |                        | 埃马纽埃尔·马克龙                    | 33.06%                 |                        | 埃马纽埃尔·马克龙                    | 81.52%                 | [ 23 ]                 |
| 2017年法国立法选举     | 伊勒-维莱讷省第二选区  | 市镇                   |                        | 洛朗丝·马亚尔-梅艾涅里               | 47.1%                  |                        | 洛朗丝·马亚尔-梅艾涅里               | 79.29%                 | [ 23 ]                 |
| 2019年欧洲议会选举     | 法國                   | 市镇                   |                        | 娜塔莉·卢瓦索                        | 27.87%                 | （不适用）             | （不适用）                           | （不适用）             | [ 25 ]                 |
| 2021年法国省级选举     | 伊勒-维莱讷省          | 县                     |                        | 伊萨贝尔·库尔蒂涅 让-米歇尔·勒盖内克 | 56.21%                 |                        | 伊萨贝尔·库尔蒂涅 让-米歇尔·勒盖内克 | 100%                   | [ 26 ]                 |
| 2021年法国省级选举     | 伊勒-维莱讷省          | 市镇                   |                        | 伊萨贝尔·库尔蒂涅 让-米歇尔·勒盖内克 | 58.53%                 |                        | 伊萨贝尔·库尔蒂涅 让-米歇尔·勒盖内克 | 100%                   | [ 26 ]                 |
| 2021年法国大区选举     | 布列塔尼大區           | 市镇                   |                        | 洛伊格·谢奈-吉拉尔                   | 61.25%                 |                        | 洛伊格·谢奈-吉拉尔                   | 66.15%                 | [ 27 ]                 |
| 2022年法国总统选举     | 法國                   | 市镇                   |                        | 埃马纽埃尔·马克龙                    | 35.15%                 |                        | 埃马纽埃尔·马克龙                    | 74.94%                 | [ 23 ]                 |
| 2022年法国立法选举     | 伊勒-维莱讷省第二选区  | 市镇                   |                        | 洛朗丝·马亚尔-梅艾涅里               | 41.21%                 |                        | 特里斯唐·拉艾                        | 50.14%                 | [ 23 ]                 |

## 人口
2020年，利夫雷市镇人口数量为8,129，在法国排名第1,298位。其中男性3,866人，女性4,083人，75岁及以上人口占7.1%，外籍人口数量为101人，人口密度为122人/平方公里，当地居民被称为（男性）或（女性）。2020年，利夫雷境内出生86人，死亡人口68人。
| 利夫雷1901年－2020年人口变化情况 |
|                                  |
| 数据来源：Cassini、INSEE         |

## 经济
利夫雷是一个区域性的中心城市。截至2023年7月，利夫雷市镇范围内共有各类用人单位（包含自雇）1,094家，平均历史为14年，其中99.11%为中小型企业（PME），2023年5月至7月间，当地的经济活力指数为0。（办公用品）、（商业设备批发销售）及（大型零售）是当地2021年营业额最高的三个企业，分别为155,472,256欧元、92,936,127欧元和29,255,348欧元。

## 财政与居民收入
2021年，利夫雷的财政收入总额为9,882,800欧元，财政支出总额为8,514,340欧元，当年的债务总额为9,727,300欧元。2021年，利夫雷市镇通过增值税获得701,980欧元的收入，此外当地还共获得了1,633,260欧元的国家直接财政补助。
2019年，利夫雷的人均月收入总额为2,490欧元，其中高级职员为3,801欧元，低于法国平均水平（4,230欧元）；中级职员为2,397欧元，低于法国平均水平（2,411欧元）；普通职员为1,791欧元，高于法国平均水平（1,740欧元）。
2019年，利夫雷境内的贫困率为6%，青壮年（15至64岁）失业率为6.8%；当地60.0%的家庭拥有纳税资格，平均纳税2,832欧元，低于法国平均水平（3,910欧元）。

## 社会事务

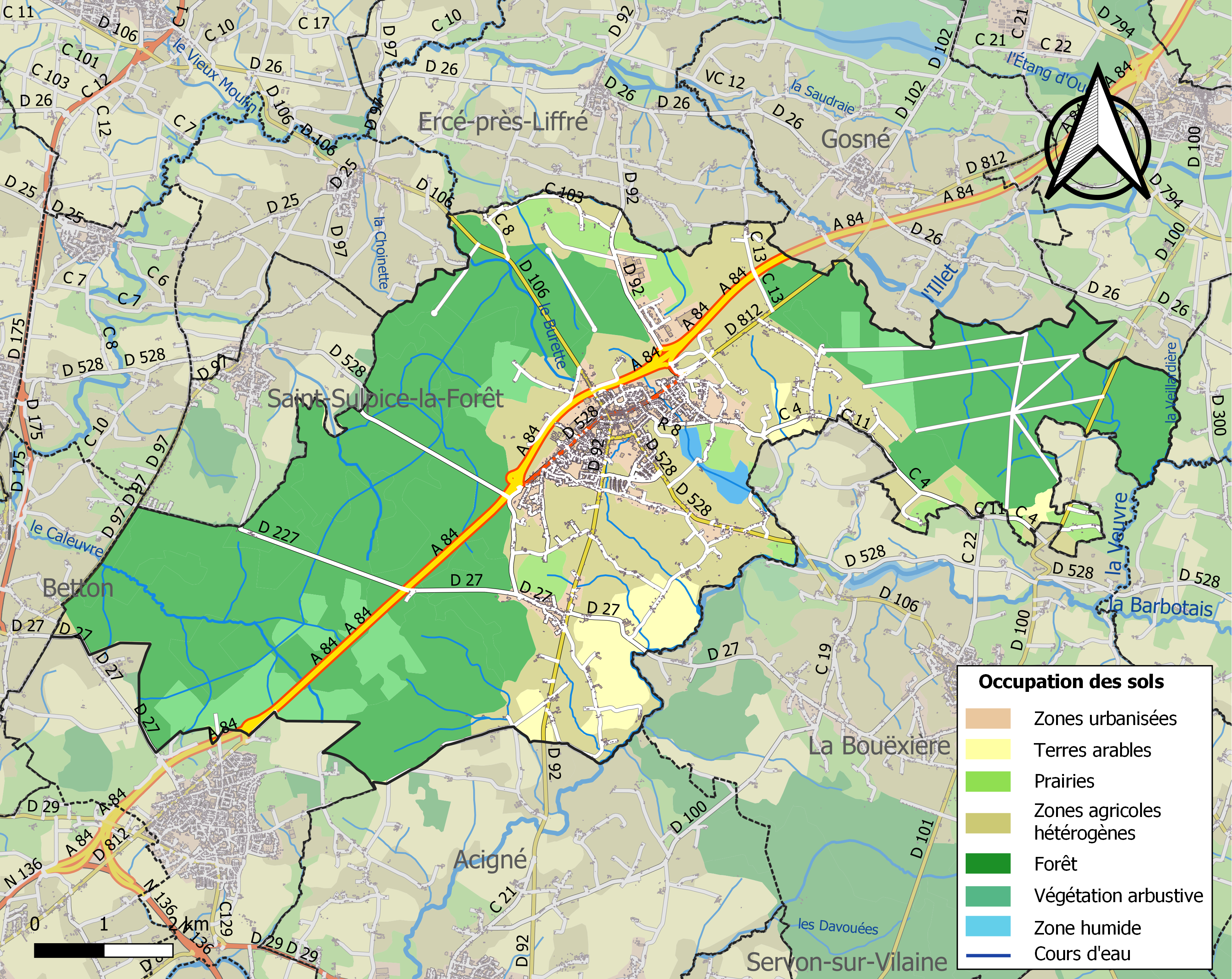
利夫雷土地利用情况地图

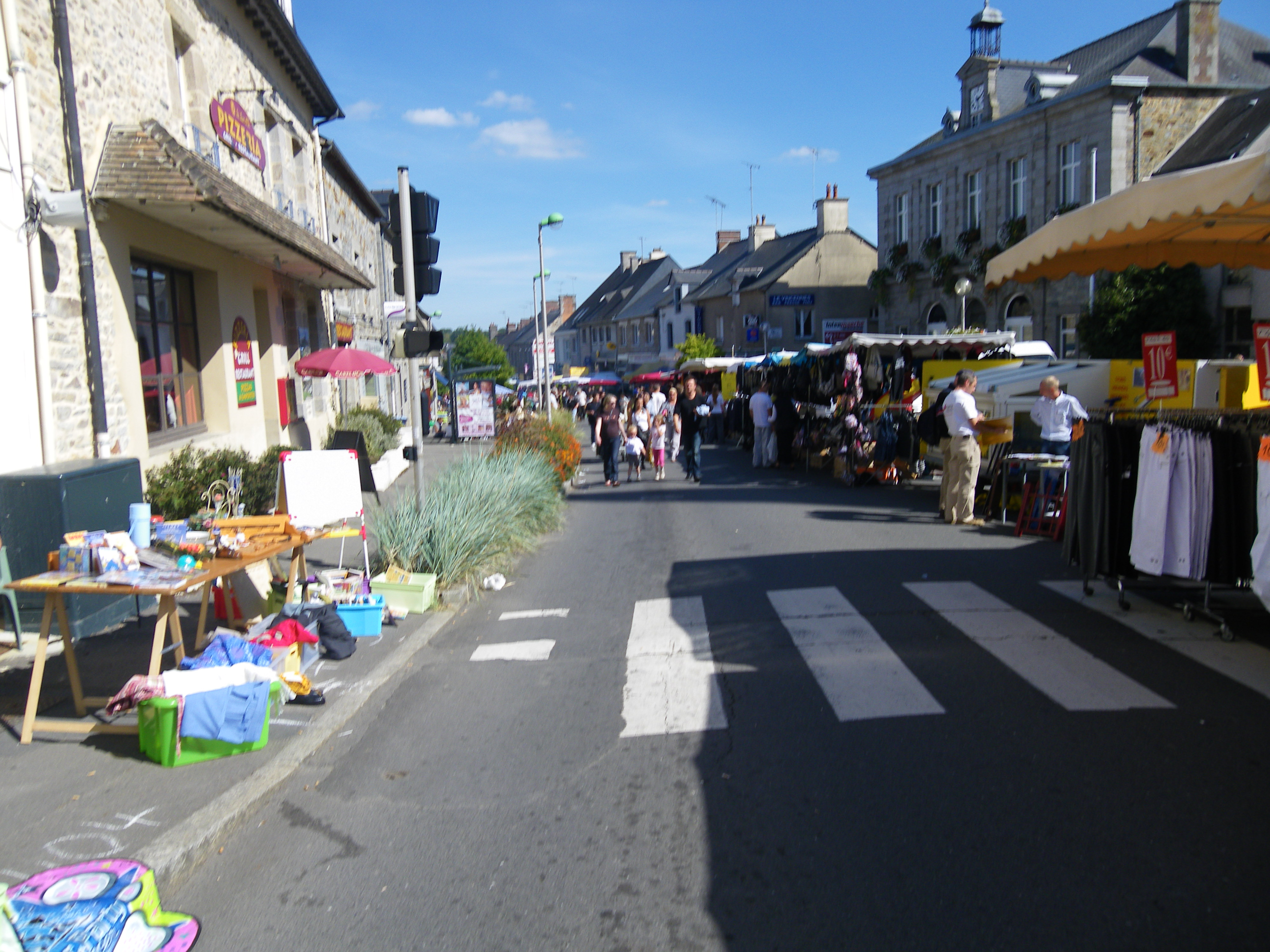
利夫雷露天集市

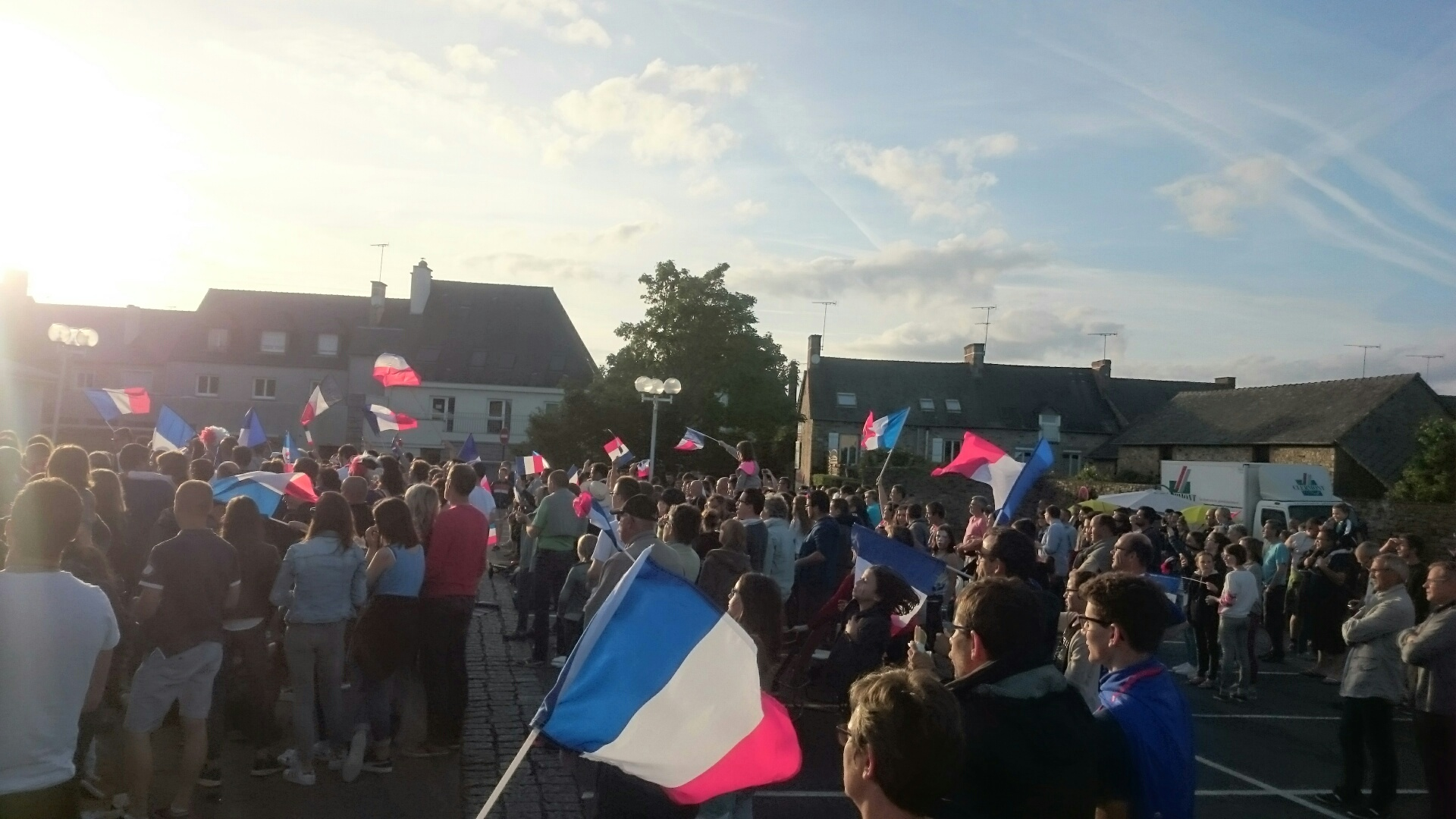
观看2016年欧洲杯的利夫雷居民

### 教育
利夫雷属于雷恩学区。截至2021年1月1日，利夫雷境内共有1所幼儿园、2所小学、2所初级中学和1所普通高中。2021至2022学年度，利夫雷境内共有在校中等教育阶段学生2,197名。

### 医疗
截至2021年1月1日，利夫雷境内共有全科医生12名、保健师10名、牙医6名、护士8名、眼科医生1名和助产士2名。境内共有药房3家。
距离利夫雷最近的区域性医疗机构为雷恩大学中心医院，其下属的蓬沙尤医院（Hôpital Pontchaillou）位于雷恩市区，距离利夫雷的正常车程大约21分钟，该院设有床位1,201个，是当地规模最大的公立综合性医院。

### 住房
2019年，利夫雷境内共有各类住房3,488套，其中78.8%为独立式居民区，20.9%为集中式居民区。常住房屋占利夫雷市镇范围内居民建筑总量的93.0%。
在住房保障政策方面，2021年，利夫雷境内共有408户家庭获得了住房经济补助，受益人数占总人口数量的5.0%，其中384份为房租补助。

### 商业
2021年，利夫雷境内共有各类实体商铺131家，其中餐厅15家、大型超市4家、杂货店4家、面包房3家、肉铺3家、书店1家、银行门店4家、美容美发店8家、汽车维修店13家。市中心建有一家Super U超市；市区北部建有开放式商业街区，有Intermarché、Lidl、Bricomarché等商场。

### 体育
2021年，利夫雷境内共有1家游泳池、3间体育馆、1座综合体育场、4处网球场、3处马术场、3处足球或橄榄球场以及1处篮球或排球场。
截至2023年7月，利夫雷境内共有三家注册足球俱乐部。利夫雷足球体育俱乐部（US Liffré Football，编号501918）是当地的代表性足球队，成立于1923年，其主队2022至2023赛季参加伊勒-维莱讷省足球联赛甲组（法国第九级别），其主场为茹费理球场（Stade Jules Ferry）。

### 环境
利夫雷的环境事务由其所属的利夫雷-科尔米耶市镇公共社区联合各级政府协调负责。2021年，利夫雷境内暂无污染企业。

### 治安
2021年，利夫雷市镇范围内有1处宪兵队。
利夫雷及其附近的共37个市镇是雷恩国家宪兵队（zone gendarmerie de Rennes）的管辖范围。2020年，该宪兵队累计记录各类案件6,629起，其中盗窃类案件3,273起，经济类案件963起，毒品交易类案件543起。

## 文化

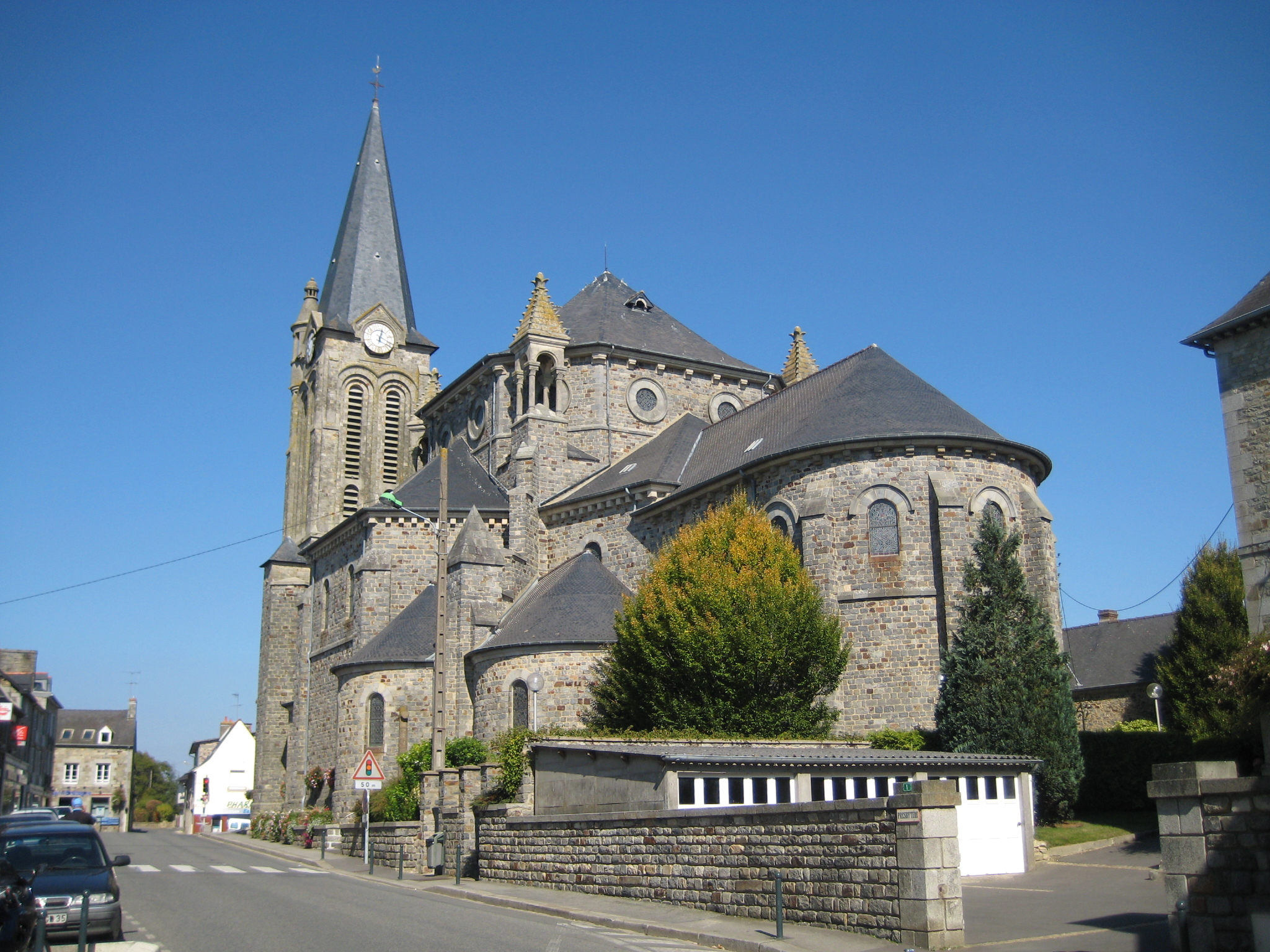
圣米歇尔教堂

2021年，利夫雷境内共有1家剧场和1家电影院。利夫雷市政府提供多媒体中心，每周一至六（夏季一至五）向公众开放。

### 建筑
利夫雷境内有多处历史建筑，其中圣米歇尔教堂为法国国家文物保护单位。

### 旅游
利夫雷的旅游事务由其所属的利夫雷-科尔米耶市镇公共社区负责。2022年，利夫雷境内共有1家酒店共计25间房间。

### 媒体
法国主要的媒体均可在利夫雷接收，法国电视三台下属的布列塔尼大区频道在部分时段播出利夫雷所在伊勒-维莱讷省的地方新闻。《法国西部报》、雷恩电视台、蓝色法兰西阿摩里卡广播等是当地主要的地方性媒体。

## 友好城市
截至2023年7月，利夫雷共与三座城市建立了友好城市关系：
- 英格兰 文多弗
- 西班牙 贝涅尔
- 布吉納法索 Piéla